# Імзи, Чарльз і Рей
Чарльз і Рей Імзи (англ. Charles and Ray Eames) (варіанти — Імзи, Еймси) — творча подружня пара, американські архітектори та дизайнери, що досягли світового визнання і популярності в області промислового дизайну XX ст.
Чарльз і Рей Імзи прославилися розробкою великої кількості визначних зразків меблів XX ст., а також своєю участю в створенні дитячих іграшок, пазлів, фільмів, виставок і таких культових лос-анджелеських будівель, як Eames House і Entenza House в Каліфорнії
Чарльз Ормонд Імз-молодший (англ. Charles Ormond Eames, Jr; нар. 17 червня 1907 р.н., Сент-Луїс — пом. 21 серпня 1978, Сент-Луїс) народився в Міссурі, навчався в університеті Вашингтона в Сент-Луїсі, але не закінчив його. Будучи студентом, він одружився з Катериною Вьорманн, незабаром вона народила дочку. У 1930 р. Імз відкрив власне архітектурне бюро.
Молодий зодчий був у теплих відносинах з сім'єю Саарінен. Переїхавші до Мічигану, Чарльз співпрацював з Ееро Сааріненом у проєкті створення дерев'яних меблів. Тоді, в 1940 році, вони виграли конкурс Музею сучасного мистецтва «Органічний дизайн у домашній обстановці». Ці конструкції включали експериментальні формовані фанерні стільці, що були задумані для споживачів, які шукають сучасні, незвичайні, але доступні меблі.
В Академії мистецтв Кранбрук у Блумфілд-Хіллз, штат Мічиган, він зустрічає Рей Кайзер (англ. Ray Eames, уродж. Берніс Олександра Кайзер; нар. 15 грудня 1912 року, Сакраменто — пом. 21 серпня 1988, Лос-Анджелес). Імз йде від дружини до своєї одногрупниці Рей, яка вже домоглася деякого визнання як художниця-абстракціоністка. Пара одружилася в 1941 році.
Незабаром після цього Імзи переїхали до Каліфорнії у Лос-Анджелес, де Чарльз спочатку працював в кіноіндустрії, а Рей створювала обкладинку для впливового журналу California Arts and Architecture. Вони також продовжили експерименти з формованою фанерою. Серед експериментів було будівництво спеціальної машини для штампування фанери, що отримала назву Kazam!Machine, але, на жаль, вона не змогла дати бажаних результатів.
Однак ця робота привела Імза у військову індустрію. Вони отримали контракт від військово-морського флоту США на розробку з формованної фанери легких носилок для поранених військовослужбовців та виготовлення протезів, а також деяких авіаційних запчастин. Доступ до військової техніки та матеріалів став останнім кроком до успішної спроби Імза створити штамповані фанерні вироби.

## Співпраця з Herman Miller

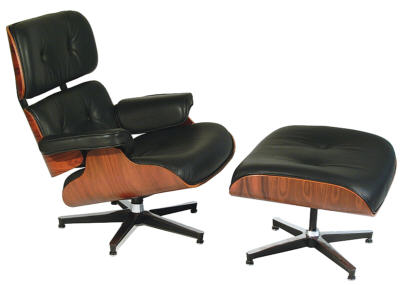
Крісло Eames Lounge and Ottoman

Наприкінці 1940-х років теж зі стільців із формованої фанери почалася співпраця Імза з компанією Herman Miller. Їхнє знамените крісло Eames Lounge Chair донині перебуває в постійній колекції Музею Сучасного Мистецтва в Нью-Йорку. Чарльз і Рей також працювали над дизайном столів, стільців, диванів, аксесуарів для компанії Herman Miller, в назві яких є їх прізвище Eames:
- стіл Eames Molded Plywood Coffee Table
- вішалка Eames Hang-It-All
- перегородка Eames Molded Plywood Folding Screen
- стілець Eames Molded Plastic Armchair
- стілець Eames Molded Plywood Dining Chair
- лаунж-крісло Eames Lounge and Ottoman [Архівовано 16 травня 2018 у Wayback Machine.]
- диван Eames Sofa[6].

Ще один партнер Charles & Ray Eames — Vitra International, виробляє меблі у Європі.

## Case Study House
Після успіху сучасних дизайнерських меблів Чарльз і Рей звернули свою увагу на внутрішню архітектуру, щоб задовольнити попит післявоєнного житла. Брак житла передував Великій депресії, а повернення тисяч ветеранів Другої світової війни в поєднанні з нестачею будівельних матеріалів викликало справжню кризу. Проект, спонсорований журналом California Arts and Architecture під назвою «Case Study Houses», був покликаний допомогти у вирішенні цієї проблеми за допомогою молодих архітекторів.
Внесок Імза в цей проект — Case Study House № 8, який був побудований в 1951 році в Pacific Palisades (Каліфорнія), як сімейний будинок для себе. Внутрішня конфігурація будинку, з його просторою вітальнею і гнучким планом, замінила традиційні, фіксовані кімнати. У одному з таких будинків, «Будинку Імзів», оселилося й подружжя дизайнерів. У 2006 році ця яскрава споруда отримала статус Національного історичного пам'ятника США.

## Цікаві факти
Свою майстерню Рей Імз називала «магазином».
В офісі Імзів працювали переважно місцеві жителі, ветерани війни і домогосподарки.
Чарльз і Рей померли в один день з різницею у 10 років. Вони поховані поруч один з одним на кладовищі Голгофа в Сент-Луїсі.
У 1979 р, вже після смерті Чарльза, творчість Імзів була відзначена Королівською золотою медаллю.

## Цитати
Чарльз Імз: «Anything I can do, Ray can do better — (укр. Усе, що я вмію робити, Рей робить краще).»
Рей Імз: «I never gave up painting, I just changed my palette — (укр. Я ніколи не здаюся, я просто змінюю палітру).»

## Нагороди та досягнення
1940 — Конкурс органічних меблів, Музей сучасного Мистецтва
1946 — Виставка експериментів в області формованної фанери в Музеї сучасного мистецтва (MOMA) в Нью-Йорку
1948 — Беруть участь в конкурсі MOMA «Малобюджетний дизайн меблів»
1949 — Будують «Case Study House № 8»
1960 — Премія «Emmy», Графіка
1961 — Міжнародна Дизайнерська Премія, Kaufmann
1964 — Отримують почесні ступені Інституту Пратта в Нью-Йорку
1964/65 — Проектують павільйон «IBM» на Нью-Йоркській світовій виставці
1969 — Беруть участь у виставці «Що таке дизайн?» (Qu'est-ce que le design?) у Музеї декоративного мистецтва в Парижі
1970/71 — Відвідують кафедру поезії Еліота Нортона в Гарвардському університеті
1973 — Виставка «Меблі Чарльза Імза» в Музеї Сучасного мистецтва в Нью-Йорку.
1979 — Королівська Золота медаль в галузі архітектури
1985 — Промислові дизайнери суспільства Америки